# Komponenta komplementa 3
Komponenta komplementa 3 (C3) je protein imunskog sistema. On ima centralnu ulogu u sistemu komplementa i doprinosi urođenoj imunosti. Kod ljudi je on kodiran na hromozomu 19  genom.

## Funkcija
ima centralnu mesto u aktivaciji sistema komplementa. Njegova aktivacija je neophodna u putevima aktivacije klasičnog i alternativnnog komplementa. Ljudi sa C3 deficijencijom su podložni bakterijskim infekcijama.

## Struktura
Nekoliko C3 kristalnih struktura je rešeno. Ovaj protein se sastoji od 13 domena.

## Interakcije
Za komponenta komplementa 3 je pokazano da interaguje sa faktorom H.

## Literatura
- Bradley, D T; Zipfel, P F; Hughes, A E (2011). „Complement in age-related macular degeneration: a focus on function”. Eye. doi:10.1038/eye.2011.37.

## Spoljašnje veze
- Atipični hemolitički-uremički sindrom
- Complement+C3 на 